# Aaron Loup
Aaron Christopher Loup (né le 19 décembre 1987 à Raceland, Louisiane, États-Unis) est un lanceur gaucher des Angels de Los Angeles en Ligues majeures de baseball.

## Carrière
Joueur à l'Université Tulane à La Nouvelle-Orléans, Aaron Loup est un choix de neuvième ronde des Blue Jays de Toronto en 2009. Il commence sa carrière en ligues mineures la même année et gradue au début de la saison 2012 au niveau Double-A chez les Fisher Cats du New Hampshire.
Loup fait ses débuts dans le baseball majeur avec Toronto le 14 juillet 2012 contre les Indians de Cleveland, lançant deux manches en relève sans accorder de point ni de coup sûr.